# Coalició Nacional Siriana
La Coalició Nacional Siriana (oficialment Coalició Nacional per a les Forces de la Revolució i l'Oposició Siriana) és un grup que aplega a la gran majoria de les faccions de la Guerra civil siriana oposades al govern de Baixar al-Àssad, incloses les formacions militars. La seva creació va ser acordada al novembre de l'any 2012 durant la cimera de Doha, a Qatar.

## Direcció
L'actual president de la coalició és Anas al-Abdah. Els seus predecessors van ser l'enginyer industrial Hadi al-Bahra, el líder tribal Ahmad Yarba i el veterà polític opositor cristià George Sabra i l'activista musulmà Moaz al-Jatib, el qual va dimitir per problemes interns.
Ghassan Hitto va ser nomenat per la Coalició primer ministre de Síria. Els seus partidaris el van defensar per ser una persona aliena a les lluites internes de poder del grup, i per ser "un home pràctic amb experiència d'administració i obert al debat".
Els vicepresidents són l'activista laica Suhair Atassi i l'empresari Riad Seif.

## Organització
La Coalició reuneix a 60 membres representants de l'oposició del país que constitueixen al seu torn un govern transitori de deu membres, un consell militar suprem i un òrgan judicial. D'aquests 60 membres, 15 estan reservats per al Consell Nacional Sirià. Aquesta càmera assegura representar a un 90% de l'oposició del país.
La Coalició proposa crear un cos judicial a les zones alliberades dins de Síria, i que fer que aquest actuï com una autoritat interina fins que tingui lloc el derrocament de Baixar al Assad, a més de donar suport als consells militars rebels.
El 12 de desembre de 2012, el Consell Nacional Kurd es va adherir al CNFORS.

## Reconeixement

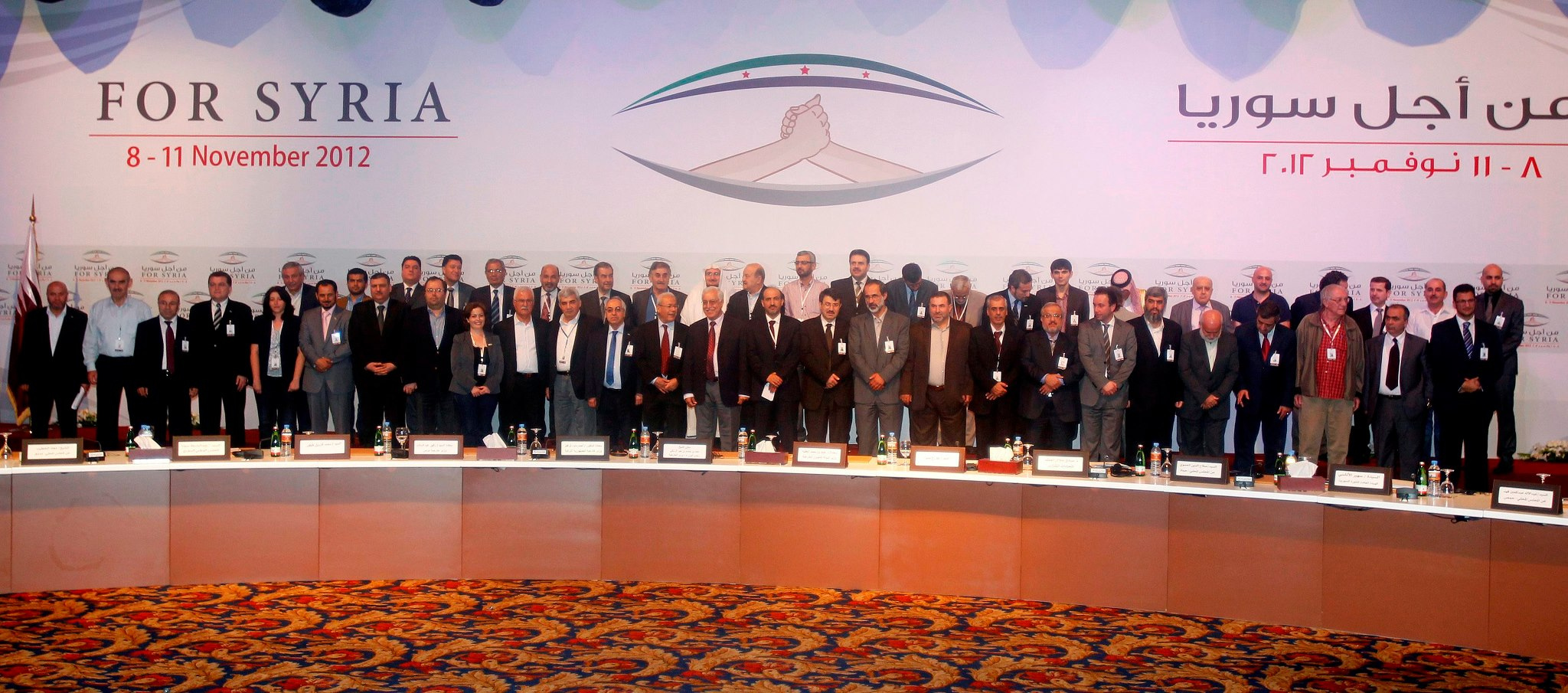
Membres del CNFORS reunits a Doha

El Consell de Cooperació del Golf (Aràbia Saudita, Qatar, Bahrain, Emirats Àrabs Units, Kuwait i Oman) va ser el primer grup de països que va reconèixer al CNFORS com a representant legítim del poble sirià. Més tard, la Lliga Àrab el va reconèixer com a representant legítim de l'oposició.
França va ser el primer país europeu a reconèixer oficialment la coalició nacional siriana com l'"únic representant del poble sirià i com el futur govern d'una Síria democràtica que permeti posar fi al règim de Baixar Al Assad".
Tanmateix, dins del país alguns grups islamistes armats no van acceptar la Coalició, proposant instaurar un Estat islàmic a la zona d'Alep.
Actualment, tots els països del grup Amics de Síria reconeixen la legitimitat del CNFORS:
| País                | Data                   | Reconeixement                                                                      |
| ------------------- | ---------------------- | ---------------------------------------------------------------------------------- |
| Bahrain             | 12 de novembre de 2012 | Reconeix a la Coalició Nacional Siriana com a representant legítim del poble sirià |
| Kuwait              | 12 de novembre de 2012 | Reconeix a la Coalició Nacional Siriana com a representant legítim del poble sirià |
| Oman                | 12 de novembre de 2012 | Reconeix a la Coalició Nacional Siriana com a representant legítim del poble sirià |
| Qatar               | 12 de novembre de 2012 | Reconeix a la Coalició Nacional Siriana com a representant legítim del poble sirià |
| Aràbia Saudita      | 12 de novembre de 2012 | Reconeix a la Coalició Nacional Siriana com a representant legítim del poble sirià |
| Emirats Àrabs Units | 12 de novembre de 2012 | Reconeix a la Coalició Nacional Siriana com a representant legítim del poble sirià |
| Comores             | 12 de novembre de 2012 | Reconeix a la Coalició Nacional Siriana com a representant legítim del poble sirià |
| Djibouti            | 12 de novembre de 2012 | Reconeix a la Coalició Nacional Siriana com a representant legítim del poble sirià |
| Egipte              | 12 de novembre de 2012 | Reconeix a la Coalició Nacional Siriana com a representant legítim del poble sirià |
| Jordània            | 12 de novembre de 2012 | Reconeix a la Coalició Nacional Siriana com a representant legítim del poble sirià |
| Líbia               | 12 de novembre de 2012 | Reconeix a la Coalició Nacional Siriana com a representant legítim del poble sirià |
| Mauritània          | 12 de novembre de 2012 | Reconeix a la Coalició Nacional Siriana com a representant legítim del poble sirià |
| Marroc              | 12 de novembre de 2012 | Reconeix a la Coalició Nacional Siriana com a representant legítim del poble sirià |
| Somàlia             | 12 de novembre de 2012 | Reconeix a la Coalició Nacional Siriana com a representant legítim del poble sirià |
| Sudan               | 12 de novembre de 2012 | Reconeix a la Coalició Nacional Siriana com a representant legítim del poble sirià |
| Tunísia             | 12 de novembre de 2012 | Reconeix a la Coalició Nacional Siriana com a representant legítim del poble sirià |
| Iemen               | 12 de novembre de 2012 | Reconeix a la Coalició Nacional Siriana com a representant legítim del poble sirià |
| França              | 13 de novembre de 2012 | Reconeix a la Coalició Nacional Siriana com a representant legítim del poble sirià |
| Turquia             | 15 de novembre de 2012 | Reconeix a la Coalició Nacional Siriana com a representant legítim del poble sirià |
| Itàlia              | 19 de novembre de 2012 | Reconeix a la Coalició Nacional Siriana com a representant legítim del poble sirià |
| Regne Unit          | 20 de novembre de 2012 | Reconeix a la Coalició Nacional Siriana com a representant legítim del poble sirià |
| Espanya             | 29 de novembre de 2012 | Reconeix a la Coalició Nacional Siriana com a representant legítim del poble sirià |
| Dinamarca           | 9 de desembre de 2012  | Reconeix a la Coalició Nacional Siriana com a representant legítim del poble sirià |
| Noruega             | 9 de desembre de 2012  | Reconeix a la Coalició Nacional Siriana com a representant legítim del poble sirià |
| Països Baixos       | 10 de desembre de 2012 | Reconeix a la Coalició Nacional Siriana com a representant legítim del poble sirià |
| Alemanya            | 10 de desembre de 2012 | Reconeix a la Coalició Nacional Siriana com a representant legítim del poble sirià |
| Bèlgica             | 10 de desembre de 2012 | Reconeix a la Coalició Nacional Siriana com a representant legítim del poble sirià |
| Luxemburg           | 10 de desembre de 2012 | Reconeix a la Coalició Nacional Siriana com a representant legítim del poble sirià |
| Estats Units        | 12 de desembre de 2012 | Reconeix a la Coalició Nacional Siriana com a representant legítim del poble sirià |
| Austràlia           | 13 de desembre de 2012 | Reconeix a la Coalició Nacional Siriana com a representant legítim del poble sirià |
| Malta               | 22 de març de 2013     | Reconeix a la Coalició Nacional Siriana com a representant legítim del poble sirià |